# Salomonismo

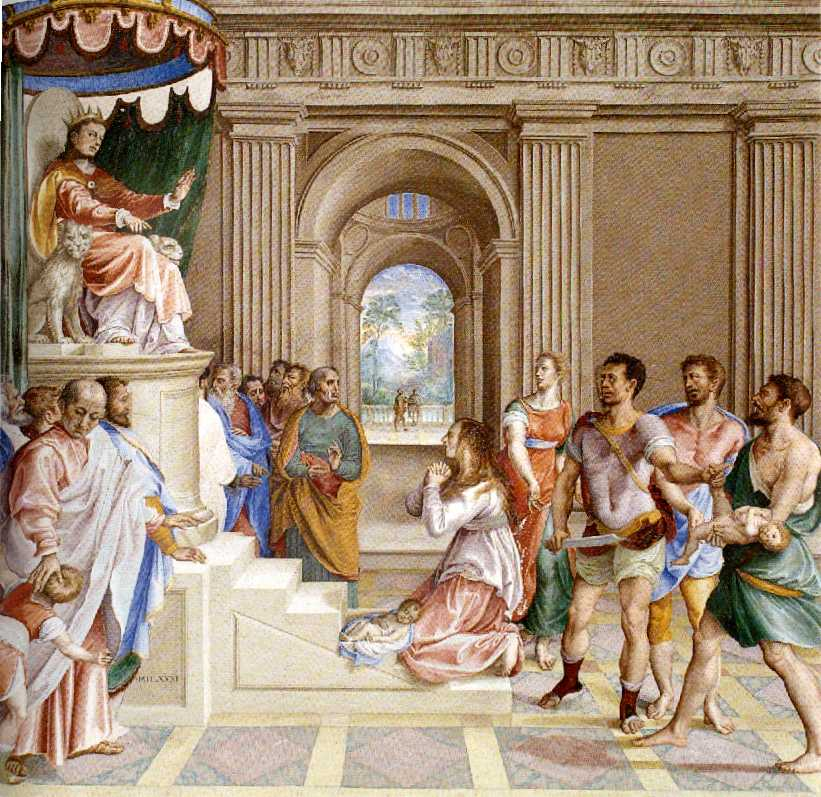
Francesco da Urbino, El juicio de Salomón (1581), en el centro de la bóveda de la Celda Baja del Prior de El Escorial

El salomonismo se aplica a una forma de actuar que recuerda a la del rey Salomón, del que la Biblia señala principalmente tres virtudes: la sabiduría, como en la recepción por Salomón a la Reina de Saba, la prudencia en el gobierno y la justicia, como en el famoso episodio del niño que sería cortado en dos, y el que Salomón fuera el constructor de la primera morada de Dios en la Tierra, el famoso Templo de Salomón. Señala por tanto a personas sabias, equitativas y no extremistas, así como a constructores de grandes templos dedicados a Dios.
Se habla así de una «decisión salomónica» cuando se busca la solución sabia y justa entre dos posturas, recordando como el Rey Salomón al decidir sobre la maternidad de un hijo, dictaminó que cada mujer se quedara con una mitad del mismo, a lo que una de las mujeres se opuso. En ese momento Salomón comprendió que esa era la verdadera madre del niño. Sin embargo, en la cultura popular ha quedado más bien el significado de «decisión salomónica» como una solución equidistante, pese a que en realidad esa sólo fue la trampa que puso Salomón a las madres, no el veredicto definitivo.

## Salomonismo y milenarismo
De alguna manera, este movimiento fue semejante al «milenarismo» que había acompañado a la corte castellana desde aproximadamente 1490. Fernando el Católico usó argumentos milenaristas para reunir nobles en torno suyo para conquistar Granada, que podrían terminar arrebatando los Santos Lugares al turco. Cristóbal Colón también estaba convencido de que el descubrimiento de la nueva ruta hacia Oriente sería el prólogo para la recuperación de Jerusalén. Carlos V, que nació en 1500, justo con el medio milenio, se benefició de esta esperanza milenarista para la consecución del título imperial y para justificar la conquista de América y la conversión de los indios.
La caída del Imperio bizantino (1453) mereció interpretaciones milenaristas, así como el descubrimiento de América (1492) movió a muchos espíritus a entender el acontecimiento como un signo de la llegada de los tiempos profetizados por San Juan. El monje dominicano Francisco de la Cruz, condenado a la hoguera en 1578, predicó el traslado del papa a Lima, la Nueva Jerusalén; él mismo se llamó el "tercer David" y proclamó la espera de un "Tercer Testamento".

## Salomonismo en el entorno de Felipe II

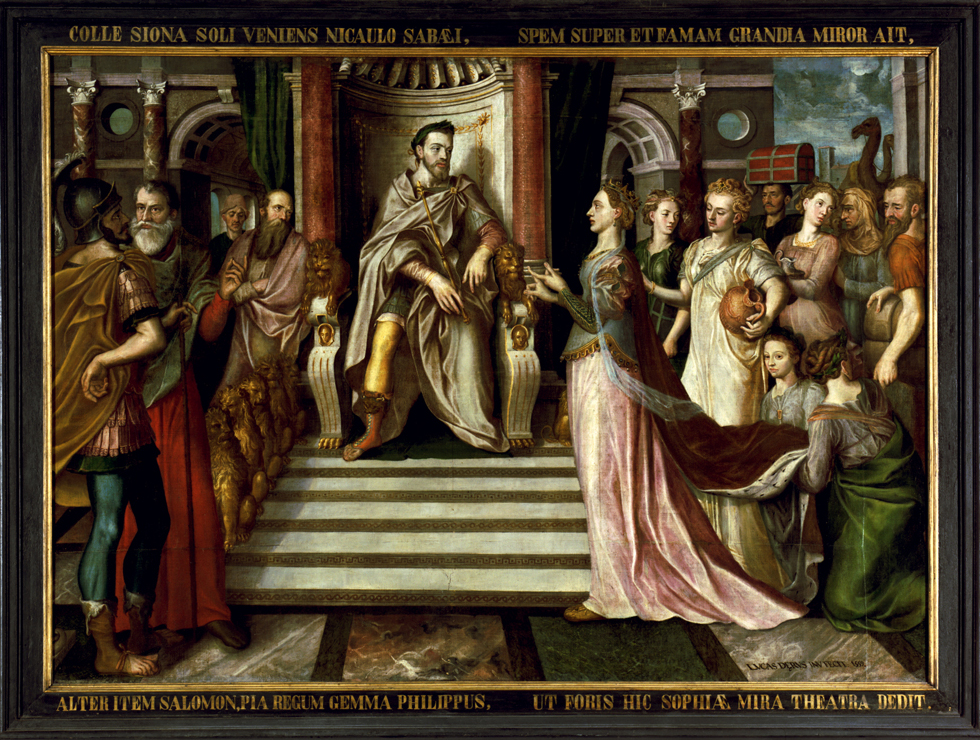
Felipe II caracterizado como Salomón recibiendo a la Reina de Saba (Lucas de Heere, 1559), Catedral de San Bavón en Gante

La expresión «salomonismo» ha sido usada por numerosos autores para explicar el ambiente de ese «biblismo» concreto que acompañó a la corte de Felipe II durante su estancia como príncipe en los Países Bajos. Las analogías bíblicas y mitológicas se tomaban muy en serio en aquella época y se usaban de forma indirecta para ensalzar o denostar personajes, argumentos o corrientes políticas. Así debemos entender las continuas referencias a Felipe II como un nuevo Salomón para justificar la abdicación en vida de Carlos V, para señalarle la importancia de un gobierno «prudente» apoyado en los Consejos más que en la autoridad real y para motivarle a reconstruir la unidad de la Iglesia.
Un segundo episodio de «salomonismo» se dio en España a partir de la publicación de la Biblia regia de Arias Montano en 1576 y de la colocación de las estatuas de los Reyes de Judá en la fachada de la Basílica de El Escorial en 1584, que desembocó en la publicación de Villalpando en 1595 sobre el Templo de Ezequiel y en una fuerte polémica entre los que defendían las fuentes hebreas de la religión cristiana y los que sólo veían en los antiguos judíos la prefiguración de la nueva religión.
También existe un «salomonismo» exégeta entendido como una manera de entender la Historia Sagrada que veía a las figuras bíblicas figuras de prestigio adecuadas para servir de modelo a reyes y vasallos. Así, el rey Salomón era un modelo de prudencia en el gobierno y de sabiduría frente a las ansias guerreras de su padre, pero también se le vio como el constructor de la primera morada de Dios en la Tierra, el primer Templo de Jerusalén. Podemos adscribir a este salomonismo a figuras como Erasmo de Róterdam, Reginald Pole, Viglius van Aytta, François Richardot, Benito Arias Montano o el padre Sigüenza, como biblistas defensores del Antiguo Testamento que citaron a Salomón como ejemplo de sabiduría y prudencia.

## El salomonismo en la arquitectura

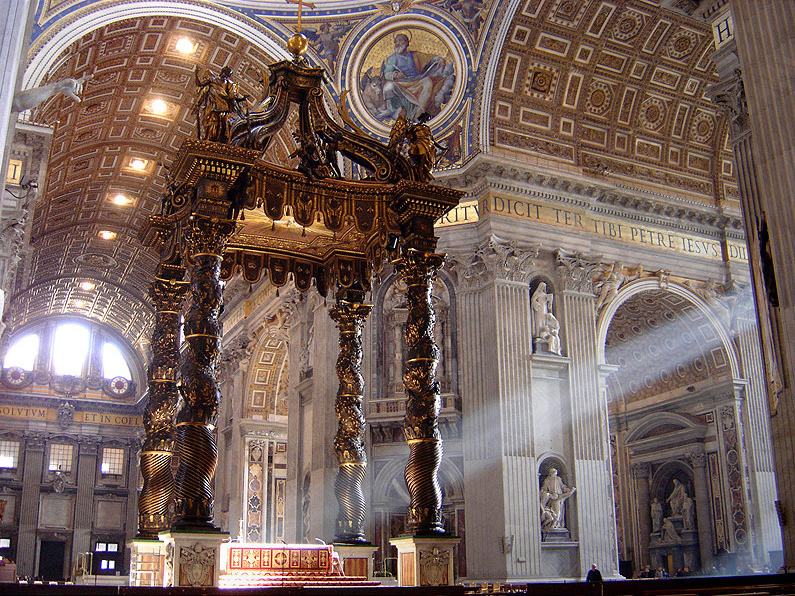
Baldaquino en la Basílica de San Pedro de la Ciudad del Vaticano (1624).

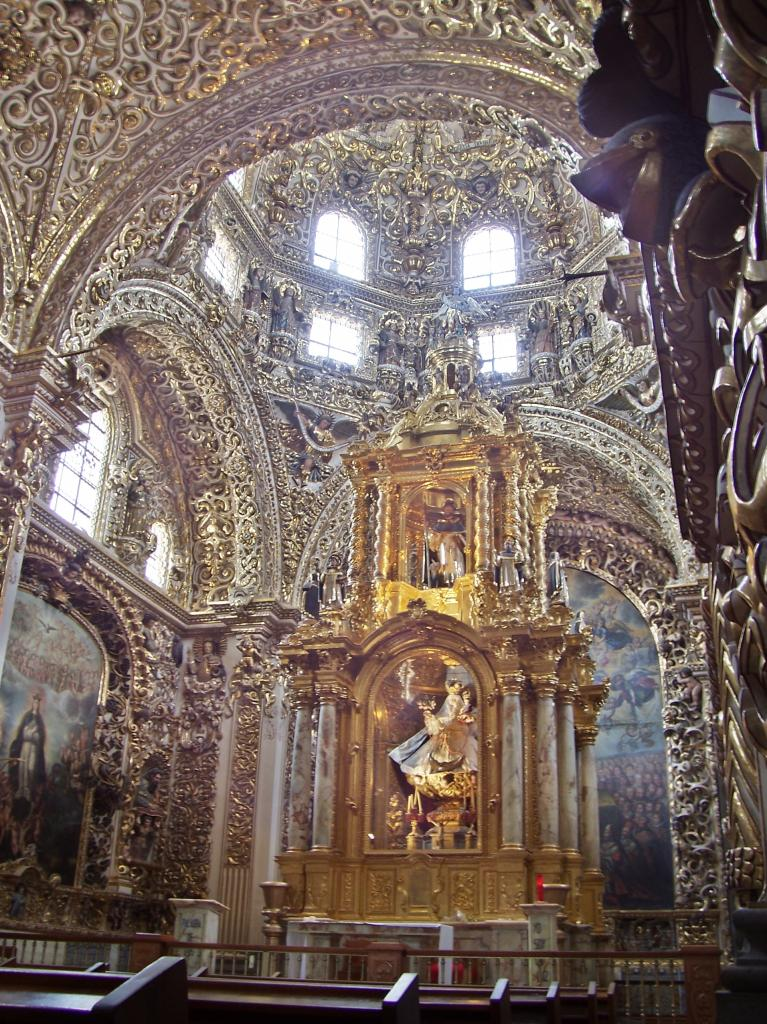
Iglesia de Santo Domingo, Capilla del Rosario (Puebla) (1650-90), obra cumbre del barroco novohispano, coronada por doce hermosas columnas salomónicas que enmarcan al santo.

Por otra parte este «salomonismo» ha tenido consecuencias muy directas en la arquitectura, empezando con obras tan importantes como Santa Sofía de Constantinopla o la Capilla Sixtina, donde no sólo se buscó el prestigio que ofrecía la comparación con su modelo arquitectónico y con su sabio constructor, sino que de alguna manera se buscó repetir sus sencillas proporciones métricas. La Contrarreforma se dividió entre los que se interesaban por la reconstrucción teórica del templo para no olvidar las raíces judías del cristianismo, en unos casos, o los que buscaban cristianizar la arquitectura pagana mediante la curiosa teoría de que los romanos basaron sus órdenes y su sentido de la proporción en los antiguos hebreos. Probablemente de estas dos ideas a la vez surgió el intento de reconstruir el Templo en El Escorial, y de su difícil acuerdo el olvido de su génesis.
Finalmente, en el Barroco, y fruto de este ambiente salomónico proliferaron las imitaciones de las columnas torsas del baldaquino de San Pedro (1624-1633) de Bernini, donde la intención ideológica fue clara para asemejar la Basílica de San Pedro a un nuevo Templo de Salomón, hasta destruir el código renacentista basado en Vitruvio y abrir nuevas posibilidades a la arquitectura clásica. La primitiva Tumba de San Pedro en Roma fue construida por iniciativa del Emperador Constantino y estaba coronada por un dosel montado en cuatro de doce columnas espiraladas que el emperador había traído desde Constantinopla. Según el tipo de piedra utilizada y su estilo, dichas columnas procedían de Grecia y databan del siglo II. Pero la leyenda, sin embargo, sostenía que procedían del Templo de Salomón. El papa Urbano VIII situó dos de las columnas originales en la capilla del Santísimo Sacramento, otra en la Capilla de la Piedad (la 'Columna Santa', que se relacionaba con Jesucristo), y otras ocho en los pilares de la cúpula, aunque la última se perdió. En homenaje a las columnas originales, Bernini diseñó cuatro grandes columnas torsas para el Baldaquino de San Pedro en 1624, y que Carlo Maderno ya había incorporado al proyecto original.